# میتسوبیشی موتورز
میتسوبیشی موتورز کورپوریشن (به ژاپنی: 三菱自動車工業株式会社) شرکت خودروسازی چندملیتی ژاپنی است، که از لحاظ شمار خودروهای تولیدی، شانزدهمین خودروساز بزرگ جهان محسوب می‌شود. این کورپوریشن بخشی از گروه صنعتی میتسوبیشی به‌شمار می‌آید، که در گذشته بزرگترین گروه صنعتی ژاپن بود.
میتسوبیشی موتورز در سال ۱۹۷۰ در بخش خودروی صنایع سنگین میتسوبیشی بنیان‌گذاری شد. دفتر مرکزی این شرکت در میناتو، توکیو قرار دارد و سهام آن در بازار بورس توکیو مبادله می‌شود. میتسوبیشی موتورز مالک باشگاه فوتبال اوراوا رد دایموندز می‌باشد.

## در ایران
میتسوبیشی در سال ۱۳۹۶ کارخانه ۳۰۰ هکتاری سایپا در خمین را به مبلغ ۱۱۰۰ میلیارد تومان از این شرکت خریداری کرد و نزدیک به ۱۴۰ میلیارد تومان ماشین‌آلات خط تولید را در آنجا نصب کرد. بنابر قرارداد، قرار بود یک مدل خودروی به‌روز خود را در این کارخانه با بومی‌سازی ۷۰٪ قطعات تولید و ۴۰٪ میزان تولید را صادر کند. اما با کارشکنی‌های صورت‌گرفته از سوی وزارت صمت برای تولید خودروی میتسوبیشی، این کارخانه اکنون بدون تولید بوده و تعطیل گشته‌است.